# 中村太郎 (剣道家)
中村 太郎（なかむら たろう、1922年〈大正11年〉 - 1969年〈昭和44年〉8月18日）は、日本の剣道家（範士七段）、警察官。

## 人物
父は剣道道場「大義塾」塾長で、戦前にアメリカに渡り剣道を教えていた中村藤吉。神奈川県の実業家で現・大義塾塾長の中村藤雄は弟。
神奈川県警察に奉職し、全日本剣道選手権大会優勝2回・準優勝2回、全国警察官剣道大会優勝、全日本東西対抗剣道大会出場など全国大会で活躍した。栄典は従七位、警察功績章。
大義塾の弟子に林家木久扇、柳家小団治がいる。また、世代は異なるが神奈川県警察の後輩に宮崎正裕がいる。

## 年譜
- 朝鮮京城府（現・ソウル特別市）で出生。
- 3歳から竹刀を握る。
- 1935年（昭和10年）、13歳で国士舘中学校に入学。
- 1940年（昭和15年）、大日本武徳会剣道三段を取得。
- 国士舘専門学校国語漢文剣道科にて、斎村五郎、小川忠太郎に師事。大森五郎、森島健男、楢崎正彦、中西康らと親交を持つ。
- 1952年（昭和27年）、京都大会個人戦優勝。第1回全日本剣道大会（日光大会）五段以上の部個人・団体優勝。妙義道場落成記念大会個人優勝。
- 1953年（昭和28年）、御岳山奉納剣道大会個人戦優勝。錬士号取得。
- 1954年（昭和29年）、神奈川県警察に奉職。関東警察剣道大会出場。全国警察剣道大会出場。教士号取得｡
- 1955年（昭和30年）、第3回全日本剣道選手権大会優勝。関東管区警察剣道大会優勝。全国警察剣道大会優勝。
- 1956年（昭和31年）、第4回全日本剣道選手権大会準優勝。関東警察剣道大会、全国警察剣道大会、全日本東西対抗剣道大会出場。
- 1957年（昭和32年）、第5回全日本選手権大会出場。関東警察剣道大会、全国警察剣道大会出場。
- 1958年（昭和33年）、第6回全日本剣道選手権大会準優勝。関東警察剣道大会、全国警察剣道大会、全日本東西対抗剣道大会出場。剣道七段取得。
- 1959年（昭和34年）、第7回全日本剣道選手権大会優勝。関東警察剣道大会、全国警察剣道大会、全日本東西対抗剣道大会出場。神奈川県警察剣道部特練コーチに就任。
- 1960年（昭和35年）、全日本剣道選手権大会、全日本東西対抗剣道大会出場。警察庁長官賞、日本スポーツ賞、神奈川スポーツ賞を受賞。
- 1961年（昭和36年）、コーチとして関東警察大会団体優勝に導く。
- 1962年（昭和37年）、平和相互銀行剣道部師範に就任。
- 1963年（昭和38年）、コーチとして関東警察大会団体優勝に導く。警察学校勤務。
- 1964年（昭和39年）、全日本東西対抗剣道大会出場。関東実業団剣道大会では監督として平和相互銀行巣鴨支店を優勝に導く。東京オリンピックデモンストレーション剣道試合に出場。
- 1965年（昭和40年）、獨協大学剣道部師範に就任。
- 1966年（昭和41年）、神奈川県警察剣道部特練監督に就任。関東警察大会団体優勝に導く。
- 1967年（昭和42年）、監督として関東警察大会団体優勝、全国警察剣道大会二部優勝に導く。
- 1968年（昭和43年）、監督として関東警察大会団体優勝に導く。トッパン・ムーア株式会社剣道部コーチに就任。
- 1969年（昭和44年）5月、範士号取得。
- 1969年（昭和44年）8月18日、胃癌にて死去。享年47。